# Russula pseudodelica
Russula pseudodelica é um fungo que pertence ao gênero de cogumelos Russula na ordem Russulales. A espécie foi descrita cientificamente pelo micologista dinamarquês Jakob Emanuel Lange em 1926.